# 达可替尼
达可替尼（INN：dacomtinib；商品名：Vizimpro）或译达克替尼，是一种治疗非小细胞肺癌（NSCLC）的药物。它是一种选择性且不可逆的表皮生长因子受体（EGFR）抑制剂。
达可替尼已进入多项III期临床试验。2014年1月首次试验的结果令人失望，未能达到研究目标。其他III期试验仍在进行中。
2017年，一项比较达可替尼和吉非替尼治疗NSCLC（由突变EGFR驱动）的试验结果被公布了。
达可替尼于2018年9月在美国、2019年在日本、2019年在欧盟被批准用于医疗用途，用于治疗EGFR基因突变的非小细胞肺癌。